# Danh sách đô đốc và đại đô đốc Tây Sơn
Đại đô đốc là một chức danh quan lại trong triều đại Tây Sơn, được dùng trong quân đội. Chức danh này nằm trong hệ thống quan chế mới do vua Quang Trung đặt ra để phục vụ mục đích hành chính, hiện vẫn chưa tìm thấy các văn bản chi tiết về chức danh này.
Chức vụ "đô đốc" được dùng phổ biến trong một số triều đại phong kiến Việt Nam, như dưới thời vua Lê chúa Trịnh. Ngoài "đô đốc", theo các nhà nghiên cứu thì "đại đô đốc" chỉ được dùng trong triều Tây Sơn. Tuy nhiên, có tài liệu đề cập vào thời Tiền Lê đã có chức danh "đại đô đốc" là quan tướng, xếp sau là bậc thứ hai có "đô đốc". Và thời Hậu Lê cũng có "đại đô đốc".
Đại đô đốc Tây Sơn có thể đảm nhận việc chỉ huy cùng lúc cả một cánh quân trên bộ cùng với một cánh quân đường thủy.

## Các lãnh đạo
- Nguyễn Lữ
- Nguyễn Huệ
- Nguyễn Nhạc

## Đại đô đốc
- Bùi Hữu Hiếu[10]
- Đặng Tiến Đông[11]
- Đặng Văn Long[12]
- Đặng Xuân Bảo[13]
- Lê Quốc Cầu[14]
- Lê Văn An[15][16]
- Lê Văn Hưng[6]
- Ngô Văn Sở[17]
- Nguyễn Đức Lễ[1]
- Nguyễn Văn Tuyết[18]
- Trần Quang Diệu[6]
- Trần Quang Lục[19]
- Trương Phúc Phượng[20][16]
- Võ Văn Dũng[17]
- ...và các đại đô đốc khác.

## Đô đốc
- Bùi Thị Nhạn[a]
- Chu Văn Uyển
- Dương Văn Tào[23]
- Đào Công Giản[24]
- Đống Công Trường[25]
- Hồ Phi Chấn[23]
- Hồ Văn Tự
- Lê Chất[b]
- Lê Danh Phong
- Lê Trung
- Lê Văn Thanh
- Lý Tài
- Mạc Quan Phù
- Nguyễn Hữu Chỉnh
- Nguyễn Quang Huy
- Nguyễn Quang Thùy
- Nguyễn Tăng Long
- Nguyễn Thị Dung[19]
- Nguyễn Văn Bảo
- Nguyễn Văn Danh
- Nguyễn Văn Duệ
- Nguyễn Văn Điểm
- Nguyễn Văn Hòa
- Nguyễn Văn Huấn
- Nguyễn Văn Ngũ[26]
- Nguyễn Văn Thiệu[24]
- Nguyễn Văn Trương
- Nguyễn Văn Xuân
- Phạm Công Hưng
- Phạm Ngạn
- Phạm Văn Điềm[24]
- Phạm Văn Định
- Phạm Văn Tham
- Phạm Văn Trị
- Phan Văn Lân
- Tập Đình
- Trần Danh Tuấn
- Trần Thị Lan
- Trần Thiên Bảo
- Trần Viết Kết
- Trương Đăng Đồ
- Trương Văn Đa
- Từ Văn Chiêu
- Từ Văn Tú
- Võ Đình Tú
- Võ Thị Thái
- Vũ Văn Nhậm
- Vũ Văn Thành

...và nhiều đô đốc khác.

### Đô đốc kỵ binh
- Nguyễn Thông[19]
- Lý Văn Bưu[12][27]

### Đô đốc quản doanh tượng binh
- Bùi Thị Xuân[28]
- Lê Văn Hoan[28][b]

### Đô đốc thủy binh
- Nguyễn Văn Lộc[c][12][18]
- Kiều Phụng[25]

## Tướng lĩnh khác
- Ô Thạch Nhị[d]
- Trịnh Nhất
- Trịnh Thất